# Американська академія драматичного мистецтва
Американська академія драматичного мистецтва (англ. AADA) — американський приватний вищий навчальний заклад із двома філіями: одна на Мангеттені в Нью-Йорку, а друга — у Лос-Анджелесі. Заснований в 1884, займається підготовкою професійних акторів. Академія пропонує ступінь доцента і викладає драму та суміжні мистецтва в таких областях, як театр, кіно та телебачення. Студенти також мають можливість пройти прослуховування до театральної трупи.

## Історія
Академія в Нью-Йорку була заснована в 1884 році Франкліном Хейвеном Сарджентом, випускником Гарвардського університету та професором мови та ораторського мистецтва у своїй альма-матер. Це найстаріша англомовна школа акторської майстерності. Бачення Сарджента полягало в тому, щоб створити школу з підготовки акторів для сцени. Першою локацією академії був театр «Ліцеум». У 1963 році школа переїхала до свого нинішнього місця, визначної будівлі, спроєктованої американським архітектором епохи Відродження Стенфордом Вайтом для «Colony Club».
У 1974 році академія відкрила ще один кампус у Пасадені, біля Лос-Анджелеса, штат Каліфорнія, що зробило її єдиною школою професійної підготовки акторів в обох головних центрах американських розваг. У 2001 році кампус Лос-Анджелеса переїхав із Пасадени до Голлівуду в нову будівлю поруч із ділянкою компанії Джима Хенсона.

## Відомі випускники
Див. категорію «Випускники Американської академії драматичного мистецтва».